# Pferdestall Am Amtmannsteich
Der ehemalige Pferdestall Am Amtmannsteich 2 in 	Syke stammt aus dem 18. Jahrhundert und dient heute dem Kunstmuseum als Magazin.
Das Gebäude steht unter Denkmalschutz.

## Geschichte

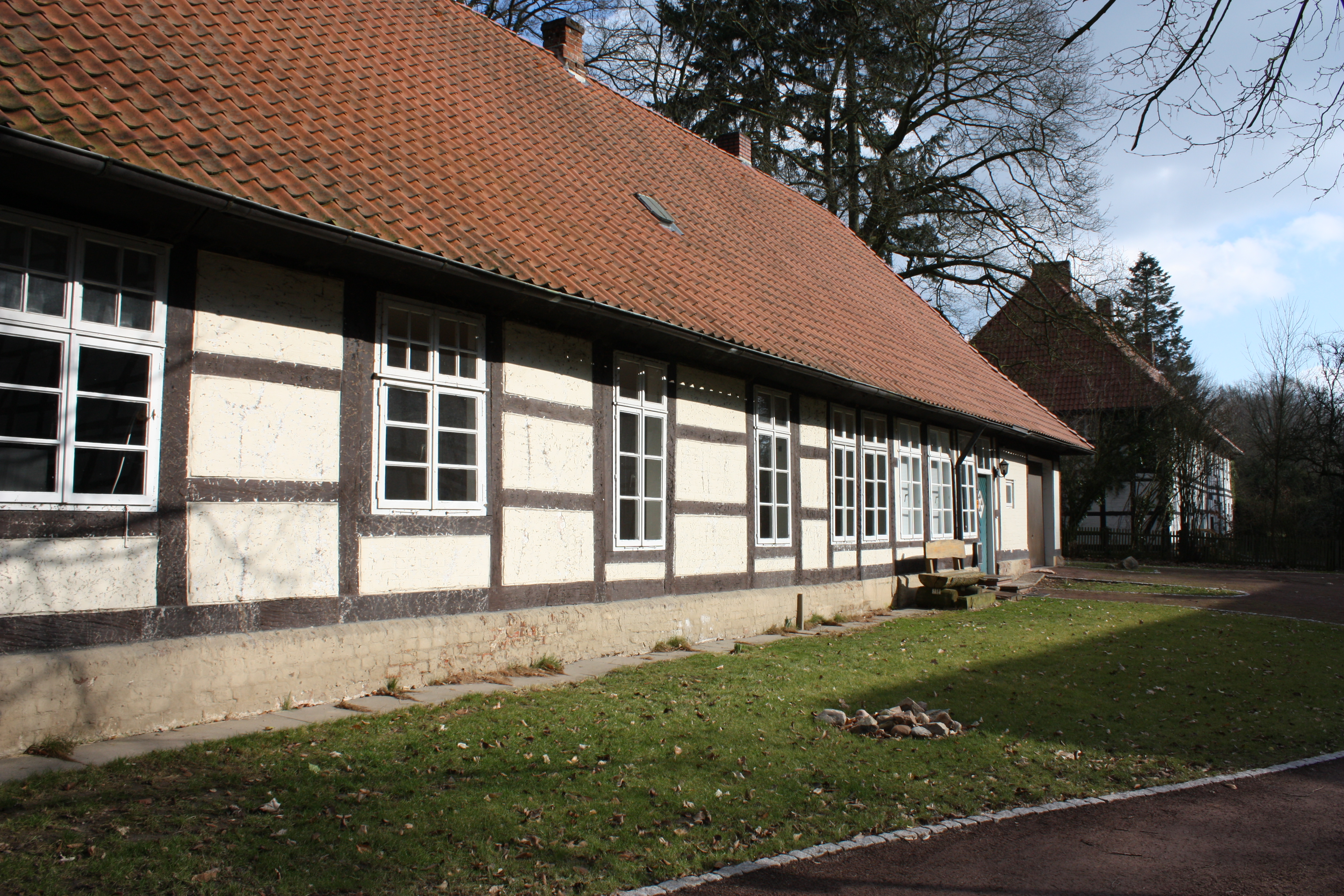

Das eingeschossige Fachwerkgebäude mit Remise und Walmdach, wohl von 1783, gehört zum Vorwerk Syke als historisches Gebäudeensemble aus dem 18. Jahrhundert am Rande des Friedeholzes.
Das Syker Vorwerk wurde 1580 gegründet um die Wasserburg Syke zu versorgen. Es war einst bis 2002 Wohnsitz der Amtmänner, Landräte und später der Oberkreisdirektoren und ist seit mit dem Amtshaus Syke 2007 Teil des Zentrums für zeitgenössische Kunst. Hier ist seit 2005 das Bauernhausarchiv und in den ehemaligen Pferdeställen  seit 2010 das Magazin für die Kunstsammlung untergebracht.